# Zeltnera namophila
Espèce
Classification phylogénétique
Zeltnera namophila est une plante herbacée annuelle de la famille des Gentianacées.
Elle est endémique à la région d'Ash Meadows dans le comté de Nye, au Nevada. On la trouvait auparavant à proximité de la frontière avec la Californie mais on n'a plus aucune confirmation de sa présence actuelle dans cette région. Il reste six principales populations de cette plante dans la zone d'Ash Meadows, y compris à proximité du Bureau of Land Management du  territoire et sa population mondiale totale est estimée à plus de quatre millions de plantes. Ceci peut paraître beaucoup mais est en réalité très peu car la répartition est limitée à ces six populations alors qu'on pense que la plante était répandue dans toute la région avant les années 1960. Les populations restantes sont directement menacées par des changements dans l'hydrologie de la région, car l'eau est le facteur limitant pour l'espèce. Aussi avec d'autres plantes rares, dont de nombreuses espèces sont endémiques à la région d'Ash Meadows, elle voit sa population décliner en raison de la baisse de la nappe phréatique est en baisse en raison de pompage des eaux souterraines. Il s'agit d'une espèce menacée aux États-Unis.
C'est une plante herbacée annuelle atteignant jusqu'à 45 centimètres de hauteur. La plante fleurit en été, de juillet à septembre. La fleur mesure environ un centimètre de diamètre et a une corolle rose foncé teintée de jaune en son centre. Le fruit est une capsule contenant environ 50 graines, et chaque plante peut produire de nombreuses capsules. Elle est considérée comme une plante rudérale, produisant de nombreuses petites graines qui se répandent et poussent dans les terrains perturbés. Les graines semblent pouvoir garder longtemps leur pouvoir de germination.
La plante pousse dans les sols marécageux de Meadows Ash. Les sols y ont une forte teneur en argile, un pH élevé et une forte teneur en sel par suite de l'évaporation de l'eau dans ces régions désertiques. Elle pousse dans les prairies de Distichlis spicata en bordure des ruisseaux, des sources, et des suintements. D'autres plantes de la région comprennent Grindelia fraxino-pratensis, Baccharis emoryi et Cordylanthus tecopensis.
Cette plante serait probablement abondante si elle trouvait de bonnes conditions de développement car elle autrefois très répandue et elle est capable de pousser dans de nombreux types d'habitats humides locaux. La diminution continue des eaux naturelles dans la région a limité sa population, mais on ne sait pas dans quelle limite avec certitude. D'autres menaces incluent le piétinement par les mustangs, le pâturage du bétail, l'extraction de minéraux argileux comme la bentonite, la sépiolite et la saponite, et l'introduction d'espèces végétales telles que la Centaurée du solstice (Centaurea solstitialis) et Tamarix ramosissima.

## Synonyme
- Centaurium namophilum